# I'm Not a Robot
I'm Not a Robot (hangul: 로봇이 아니야; rr: Robosi Aniya) é uma série sul-coreana exibida pela MBC de 6 de dezembro de 2017 a 25 de janeiro de 2018, estrelada por Yoo Seung-ho, Chae Soo-bin e Um Ki-joon.

## Enredo
Kim Min-kyu (Yoo Seung-ho) vive uma vida isolada devido a uma alergia severa a outras pessoas. Ele desenvolve erupções extremas que se espalham rapidamente por todo o corpo, uma vez que ele faz qualquer tipo de contato com a pele. Jo Ji-ah (Chae Soo-bin) é uma mulher que está tentando fazer isso na vida criando seus próprios negócios. No entanto, depois de um encontro com Min-kyu, ela acaba fingindo ser um robô no lugar do suposto robô Aji 3. O robô Aji 3 foi desenvolvido pelo ex-namorado de Ji-ah, professor Hong Baek-kyun (Um Ki-joon) e sua equipe. O robô deveria ser testado pelo genio Min-kyu, no entanto, um acidente causou a bateria do robô funcionar mal. Como Baek-kyun modelou o robô após Ji-ah, a equipe acabou recrutando-a para assumir o lugar de Aji 3.

## Elenco

### Elenco principal
- Yoo Seung-ho como Kim Min-kyu (28 anos)
- Chae Soo-bin como Jo Ji-ah (28 anos) / Aji 3
- Um Ki-joon como Hong Baek-kyun (34 anos)

### Elenco de apoio

#### Equipe de Santa Maria
- Park Se-wan como "Pai" Angela Jin (30 anos)
- Song Jae-ryong como "Hoktal" Kang Dong-won (33 anos)
- Kim Min-kyu como "Ssanip" Eddie Park (31 anos)

#### KM Financial
- Kang Ki-young como Hwang Yoo-chul (28 anos)
- Hwang Seung-eon como Ye Ri-el (28 anos)
- Son Byong-ho como Hwang Do-won
- Lee Byung-joon como Ye Sung-tae
- Lee Hae-young como Mr. Yoon

#### Pessoas em torno de Min-kyu
- Um Hyo-sup como doutor Oh
- Kim Ha-kyun como mordomo Sung

#### Pessoas em torno de Ji-ah
- Seo Dong-won como Jo Jin-bae
- Lee Min-ji como Sun-hye (28 anos)
- Yoon So-mi como Hong-ju (28 anos)
- Lee Han-seo como Jo Dong-hyun (8 anos)

### Elenco estendida
- Kim Ki-doo como Miami
- Choi Dong-gu como Alps

### Cameos
- Ahn Se-ha
- Lee Si-eon
- Park Chul-min
- Hong Yoon-hwa e Kim Min-ki como casal em casa de banho pública (episódio 10)

## Trilha sonora
1. Something - Sung-hoon (Brown Eyed Soul)
2. Know Me (날 알아줄까) - Stella Jang
3. Words Of Your Heart (마음의 말) - Kim Yeon-ji
4. Loving A Thing With All One's Heart (마음 다해 사랑하는 일) - Damsonegongbang
5. Here I Stand (여기 서 있어) - Juniel
6. Slow Down (천천히 할래) - Vincent Blue

## Exibição
Foi exibida pelo canal TNT Novelas entre 07 a 25 de abril de 2025 substituindo Yargi Segredos De Família.

## Classificações
- Na tabela abaixo, os números azuis representam as mais baixas classificações e os números vermelhos representam as classificações mais elevadas.
- SC indica que o drama não se classificou nos 20 melhores programas diários nessa data

| Episódio | Data de transmissão original | Audiência média    | Audiência média              | Audiência média | Audiência média              |
| Episódio | Data de transmissão original | Classificação TNmS | Classificação TNmS           | AGB Nielsen     | AGB Nielsen                  |
| Episódio | Data de transmissão original | Em todo o país     | Região Metropolitana de Seul | Em todo o país  | Região Metropolitana de Seul |
| -------- | ---------------------------- | ------------------ | ---------------------------- | --------------- | ---------------------------- |
| 1        | 6 de dezembro de 2017        | 4.0% (NR)          | 4.4% (NR)                    | 4.1% (NR)       | 4.5% (NR)                    |
| 2        | 6 de dezembro de 2017        | 4.3% (NR)          | 5.1% (NR)                    | 4.5% (NR)       | 5.3% (NR)                    |
| 3        | 7 de dezembro de 2017        | 3.3% (NR)          | 3.9% (NR)                    | 3.0% (NR)       | 3.6% (NR)                    |
| 4        | 7 de dezembro de 2017        | 3.4% (NR)          | 4.0% (NR)                    | 3.1% (NR)       | 3.7% (NR)                    |
| 5        | 13 de dezembro de 2017       | 3.0% (NR)          | 3.4% (NR)                    | 2.8% (NR)       | 3.2% (NR)                    |
| 6        | 13 de dezembro de 2017       | 3.4% (NR)          | 3.7% (NR)                    | 3.1% (NR)       | 3.4% (NR)                    |
| 7        | 14 de dezembro de 2017       | 4.3% (NR)          | 5.1% (NR)                    | 2.9% (NR)       | 3.7% (NR)                    |
| 8        | 14 de dezembro de 2017       | 4.8% (NR)          | 5.5% (NR)                    | 3.4% (NR)       | 4.0% (NR)                    |
| 9        | 20 de dezembro de 2017       | 3.4% (NR)          | 4.1% (NR)                    | 2.6% (NR)       | 3.3% (NR)                    |
| 10       | 20 de dezembro de 2017       | 3.9% (NR)          | 4.5% (NR)                    | 3.3% (NR)       | 3.8% (NR)                    |
| 11       | 21 de dezembro de 2017       | 2.7% (NR)          | 3.1% (NR)                    | 2.6% (NR)       | 3.0% (NR)                    |
| 12       | 21 de dezembro de 2017       | 3.3% (NR)          | 4.2% (NR)                    | 3.2% (NR)       | 4.1% (NR)                    |
| 13       | 27 de dezembro de 2017       | 3.1% (NR)          | 3.2% (NR)                    | 2.4% (NR)       | 2.5% (NR)                    |
| 14       | 27 de dezembro de 2017       | 3.7% (NR)          | 3.9% (NR)                    | 2.7% (NR)       | 2.8% (NR)                    |
| 15       | 28 de dezembro de 2017       | 3.1% (NR)          | 3.7% (NR)                    | 2.8% (NR)       | 3.4% (NR)                    |
| 16       | 28 de dezembro de 2017       | 3.3% (NR)          | 3.8% (NR)                    | 3.1% (NR)       | 3.6% (NR)                    |
| 17       | 3 de janeiro de 2018         | 3.3% (NR)          | 3.4% (NR)                    | 3.3% (NR)       | 3.5% (NR)                    |
| 18       | 3 de janeiro de 2018         | 3.9% (NR)          | 4.2% (NR)                    | 3.6% (NR)       | 3.9% (NR)                    |
| 19       | 4 de janeiro de 2018         | 3.3% (NR)          | 3.9% (NR)                    | 2.5% (NR)       | 3.3% (NR)                    |
| 20       | 4 de janeiro de 2018         | 3.8% (NR)          | 4.0% (NR)                    | 3.5% (NR)       | 3.7% (NR)                    |
| 21       | 10 de janeiro de 2018        | 3.9% (NR)          | 4.5% (NR)                    | 3.0% (NR)       | 3.6% (NR)                    |
| 22       | 10 de janeiro de 2018        | 4.5% (NR)          | 4.8% (NR)                    | 4.0% (NR)       | 4.3% (NR)                    |
| 23       | 11 de janeiro de 2018        | 3.3% (NR)          | 3.8% (NR)                    | 2.9% (NR)       | 3.4% (NR)                    |
| 24       | 11 de janeiro de 2018        | 3.8% (NR)          | 4.0% (NR)                    | 3.9% (NR)       | 4.1% (NR)                    |
| 25       | 17 de janeiro de 2018        | 3.9% (NR)          | 4.4% (NR)                    | 3.0% (NR)       | 3.5% (NR)                    |
| 26       | 17 de janeiro de 2018        | 4.4% (NR)          | 4.8% (NR)                    | 3.6% (NR)       | 4.0% (NR)                    |
| 27       | 18 de janeiro de 2018        | 3.2% (NR)          | 4.1% (NR)                    | 2.5% (NR)       | 3.4% (NR)                    |
| 28       | 18 de janeiro de 2018        | 3.6% (NR)          | 4.3% (NR)                    | 3.2% (NR)       | 3.9% (NR)                    |
| 29       | 24 de janeiro de 2018        | 3.2% (NR)          | 3.5% (NR)                    | 3.9% (NR)       | 4.2% (NR)                    |
| 30       | 24 de janeiro de 2018        | 3.7% (NR)          | 3.9% (NR)                    | 4.3% (NR)       | 4.5% (NR)                    |
| 31       | 25 de janeiro de 2018        | 3.3% (NR)          | 3.6% (NR)                    | 3.1% (NR)       | 3.4% (NR)                    |
| 32       | 25 de janeiro de 2018        | 3.9% (NR)          | 4.1% (NR)                    | 3.4% (NR)       | 3.6% (NR)                    |
| Média    | Média                        | 3.63%              | 3.86%                        | 3.22%           | 3.69%                        |